# Frayssinhes
Frayssinhes è un comune francese di 205 abitanti situato nel dipartimento del Lot nella regione dell'Occitania.

## Società

### Evoluzione demografica
Abitanti censiti